# Jakub Řezníček
Jakub Řezníček (Příbram, 26 maggio 1988) è un calciatore ceco, attaccante della Dukla Praga.

## Carriera

### Club
Ha giocato nella prima divisione ceca ed in quella slovacca.

### Nazionale
Ha giocato nelle nazionali giovanili ceche Under-19 ed Under-21.

## Palmarès

### Club

#### Competizioni nazionali
- Fotbalová národní liga: 1

Zbrojovka Brno: 2021-2022

### Individuale
- Capocannoniere della Fotbalová národní liga: 2

2021-2022 (18 reti), 2023-2024 (13 reti)